# Ungern i olympiska vinterspelen 1968
Ungern deltog i olympiska vinterspelen 1968. Ungerns trupp bestod av 10 idrottare, 8 män och 2 kvinnor. 

## Trupp
- Backhoppning
  - László Gellér
  - Mihály Gellér

- Hastighetsåkning på skridskor
  - György Ivánkai
  - György Martos
  - Mihály Martos

- Konståkning
  - Jenő Ébert

- Längdskidåkning
  - Éva Balázs
  - Tibor Holéczy
  - Miklós Holló
  - Zsuzsa Almássy

## Resultat

### Backhoppning
- Normal backe
  - László Gellér - 34
  - Mihály Gellér - 58

- Stor backe
  - László Gellér - 19
  - Mihály Gellér - 56

### Hastighetsåkning på skridskor
- 500 m herrar
  - Mihály Martos - 31T
  - György Martos - 38T

- 1 500 m herrar
  - György Martos - 27
  - György Ivánkai - 29
  - Mihály Martos - 45

- 5 000 m herrar
  - György Ivánkai - 31T

- 10 000 m herrar
  - György Ivánkai - 27

### Konståkning
- Herrar
  - Jenő Ébert - 19

- Damer
  - Zsuzsa Almássy - 6

### Längdskidåkning
- 15 km herrar
  - Tibor Holéczy - 49
  - Miklós Holló - 64

- 30 km herrar
  - Tibor Holéczy - 57
  - Miklós Holló - 59

- 50 km herrar
  - Tibor Holéczy - 42
  - Miklós Holló - 45

- 5 km damer
  - Éva Balázs - 27

- 10 km damer
  - Éva Balázs - 24